# Väländan
Väländan è un'area urbana della Svezia situata nel comune di Haninge, contea di Stoccolma.
La popolazione stimata nel censimento 2010 era di 469 abitanti .